# Virginie Hériot
Virginie Claire Désirée Marie Hériot (ur. 26 lipca 1890 w Le Vésinet, zm. 28 sierpnia 1932 w Arcachon) – francuska żeglarka sportowa, medalistka olimpijska.
Podczas letnich igrzysk olimpijskich w Amsterdamie (1928) zdobyła złoty medal w żeglarskiej klasie 8 metrów (w skład załogi jachtu L’Aile VI wchodzili również: Donatien Bouché, André Derrien, André Lesauvage, Jean Lesieur oraz Carl de la Sablière).
Autorka książek o tematyce żeglarskiej, m.in.:
- Aile I
- Quart de Nuit
- À bord du Finlandia
- Ailée s'en va
- La Seconde France (Impressions sur les fêtes du Centenaire) (1931)
- Le Vaisseau Ailée, le bateau qui a des ailes (1931)
- Service à la mer (1932 )
- Sur mer : impression et souvenirs (1933)